# Криштопа Олег
Олег Криштопа (нар. 12 вересня 1978, Івано-Франківськ) — український письменник і журналіст. Ведучий історичного телепроєкту «Машина часу» на 5 каналі. Автор каналу Історія для дорослих/History For Adults

## Життєпис
За освітою — інженер-механік. Закінчив курси ВВС у Львові. У журналістиці з 2000 року. Працював редактором новин на радіо, заступником головного редактора газети, займався розслідуваннями і аналітикою в інтернет-виданнях.
На «5-му» — з перервами з весни 2004 року. Працював у проєкті журналістських розслідувань «Закрита зона». Згодом були розслідування на Першому національному телеканалі в програмі «Попередження», документальні фільми для 1+1, аналітичні матеріали для ТВі, і знову «5-й». З 2010 — сценарист.
З 2021 року автор каналу 'Історія для дорослих/History For Adults'.

## Проза
- «Сурдокамера», 2001
- «Мистецтво склеювати черепки», 2002
- «Кохання, секс та смерть — гарантовані», 2006
- «Усі жінки курви», 2011
- «Україна. Масштаб 1:1», 2013
- «Про мертвих живих та ненарожених», 2016
- «Ліхіє 90. Станіславський феномен», 2016
- «Жах на вулиці в'язнів», 2017
- «Братство», 2019[3]
- «Останні українці Польщі», 2019